# Municipio de Moore (Míchigan)
El municipio de Moore (en inglés: Moore Township) es un municipio ubicado en el condado de Sanilac en el estado estadounidense de Míchigan. En el año 2010 tenía una población de 1203 habitantes y una densidad poblacional de 12,79 personas por km².

## Geografía
El municipio de Moore se encuentra ubicado en las coordenadas 43°27′51″N 82°55′46″O / 43.46417, -82.92944. Según la Oficina del Censo de los Estados Unidos, el municipio tiene una superficie total de 94.04 km², de la cual 94,01 km² corresponden a tierra firme y (0,03 %) 0,03 km² es agua.

## Demografía
Según el censo de 2010, había 1203 personas residiendo en el municipio de Moore. La densidad de población era de 12,79 hab./km². De los 1203 habitantes, el municipio de Moore estaba compuesto por el 98,17 % blancos, el 0,5 % eran amerindios, el 0,17 % eran isleños del Pacífico, el 0,42 % eran de otras razas y el 0,75 % eran de una mezcla de razas. Del total de la población el 3,57 % eran hispanos o latinos de cualquier raza.